# シネメル・イロヌー
シネメル・オロヌー（英語: Chinemelu D. Elonu Jr. , 1987年3月11日 - ）は、ナイジェリア・エヌグ州エヌグ出身のプロバスケットボール選手。バロンセスト・スペリア・ナシオナル(BSN)のカピタネス・デ・アレシボに所属している。ポジションはセンター。

## 来歴
テキサスA&M大学で2006年から2009年までプレーした。3、4年次には平均10得点、7リバウンドをあげた。2009年5月、科学の学位を取って卒業した。
2009年のNBAドラフト2巡でロサンゼルス・レイカーズに指名されたが、レイカーズとは契約せずに、バスケット・サラゴサ2002と2年契約を結び、平均6.3得点、5.8リバウンドをあげた。
2010年8月、ギリシャのパニオニオスBCと契約を結んだ。2011年1月、フランスのÉBポー・オルテッズと契約、平均10.0得点、8.3リバウンドをあげた。
2012年8月、ターキッシュ・バスケットボール・リーグのトファシュSKと契約した。
2013年は中国バスケットボールリーグの江蘇ドラゴンズでプレーした。
2014年、4年ぶりにサラゴサに復帰、リーガACBのシーズン終了まで在籍した。
2021年4月18日、BALのエジプトに本拠地を置く、ザマレクと契約した。BALが開催された最初のシーズンにチャンピオンを獲得した後、2021年7月にカピタネス・デ・アレシボに復帰した。

## 成績
レギュラーシーズン
| 2010–11 | パニオニオス       | GBL       | 9  | 21.2 | .471 | – | .571 | 6.6 | 0.2 | 0.7 | 1.7 | 7.6  |
| 2011–12 | ÉBポー・オルテッズ | LNB Pro A | 30 | 24.2 | .634 | – | .603 | 8.3 | 0.6 | 0.6 | 1.1 | 10.4 |
| 2012–13 | トファス           | BSL       | 29 | 21.2 | .661 | – | .515 | 7.6 | 0.3 | 0.4 | 1.1 | 9.6  |
| 2016–17 | AEKアテネ          | GBL       | 14 | 14.1 | .623 | – | .743 | 5.7 | 0.5 | 0.5 | 0.4 | 6.6  |
| 2017–18 | AEK Athens         | GBL       | 12 | 13.2 | .523 | – | .556 | 4.3 | 0.6 | 0.1 | 0.9 | 5.1  |

プレーオフ
| 2013    | トファス  | BSL | 2 | 23.0 | .474 | .500 | .833 | 8.5 | 1.0 | 0.0 | 0.5 | 11.5 |
| 2016–17 | AEKアテネ | GBL | 9 | 15.0 | .632 | –    | .722 | 5.6 | 0.4 | 0.1 | 0.8 | 6.8  |